# دانييل مولر
دانييل مولر (بالألمانية: Daniel Müller-Schott)‏ (و. 1976  م) هو موسيقي، وعازف كمان جهير ألماني، ولد في ميونخ، يستخدم آلات كمان جهير.

## التعليم
تعلم في 
.